# Салаева, Севинч Одамбой кизи
Севинч Одамбой кизи Салаева (узб. Sevinch Odamboy qizi Salaeva; род. 12 марта 1995 года, Янгиарыкский район, Хорезмская область, Узбекистан) ― узбекская дзюдоистка-паралимпиец, выступающая в весовой категории до 52 кг. Бронзовый призёр Летних Паралимпийских игр 2016 года, двукратная чемпионка Азии, победитель и призёр Параазиастких игр, этапов Гран-при и Кубка мира по дзюдо.

## Карьера
С 2014 года начала участвовать на международных соревнованиях. В 2014 году на Летних Параазиатских играх в Инчхоне (Республика Корея) в весовой категории до 52 кг выиграла золотую медаль игр, победив в финале японскую дзюдоистку Аюми Ишии. В 2015 году на Всемирных играх среди слепых и слабовидящих в Сеуле (Республика Корея) в соревновании по дзюдо в весовой категории до 52 кг заняла лишь пятое место.
В 2016 году на Летних Паралимпийских играх в Рио-де-Жанейро (Бразилия) в весовой категории до 52 кг выиграла бронзовую медаль, победив в борьбе за медаль канадскую дзюдоистку Присциллу Ганье.
В 2017 году на Чемпионате Азии по дзюдо среди слепых и слабовидящих в Ташкенте выиграла золотую медаль в своей весовой категории, победив в финале Метхини Вонгчомпхуу из Таиланда. На этапе Кубка мира по дзюдо среди слепых и слабовидящих в Ташкенте завоевала серебряную медаль, а в следующем году на этапе в Антальи (Турция) бронзовую медаль. В 2018 году на Летних Параазиатских играх в Джакарте (Индонезия) в своей весовой категории выиграла бронзовую медаль. Однако на Чемпионате мира по дзюдо среди слепых и слабовидящих в Лиссабоне (Португалия) заняла лишь пятое место.
В 2019 году на этапе Гран-при в Баку (Азербайджан) завоевала бронзовую медаль в весовой категории до 52 кг. На Чемпионате Азии по дзюдо среди слепых и слабовидящих в Атырау (Казахстан) в своей весовой категории завоевала золотую медаль, выиграв Янкин Ли из Китая. В 2021 году на этапе Гран-при в Баку остановилась в шаге от первого места, получив серебряную медаль, а на этапе в Уорик (Великобритания) выиграла золотую медаль.
В августе 2021 году вылетела в Токио (Япония) в составе сборной Узбекистана для участия в Летних Паралимпийских играх, но по прибытии у неё был обнаружен COVID-19, и она была отстранена от игр.

## Биография
В 2016 году указом президента Узбекистана Шавката Мирзиёева награждена медалью «Жасорат». В 2019 году окончила Ургенчский государственный университет.